# Brossel BL55S/Jonckheere type Lille
Le Brossel BL55S/Jonckheere type Lille est un autobus produit par Brossel et Jonckheere.

## Caractéristiques

### Motorisations
- diesel Leyland O400 vertical arrière 6 cylindres 96 kW (135 ch) à 2 400 tr/min associé à une boite de vitesses automatique Voith Diwabus 145 D2 (commande électrique).
- diesel Leyland O680 6 cylindres horizontal longitudinal à l'arrière 125 kW (170 ch) à 2 200 tr/min associé à une boite de vitesses automatique Voith Diwabus 506.

## Production
| Illustration | Réseau             | Nombre | Numéros | Livraison | Remarques |
| ------------ | ------------------ | ------ | ------- | --------- | --------- |
|              | Arles              |        |         |           |           |
|              | Belfort            | 1      |         | 1972      |           |
|              | Calais             |        |         |           |           |
|              | Lille - CGIT       | 15     | 401-415 | 1973      |           |
|              | Lille - CGIT       | 21     | 451-471 | 1974      |           |
|              | Valenciennes - CEN |        |         | 1972      |           |